# 缥缈峰
缥缈峰是江苏省苏州市西山的最高峰，位于西山岛西南部，海拔336.6米，为太湖七十二峰之首。可登顶瞭望太湖风光，从水月坞、涵村坞有盘山公路和步行道上山。宋代诗人范成大有“缥缈峰头望太湖”的诗句。